# Пуща-Зелёнка (ландшафтный парк)

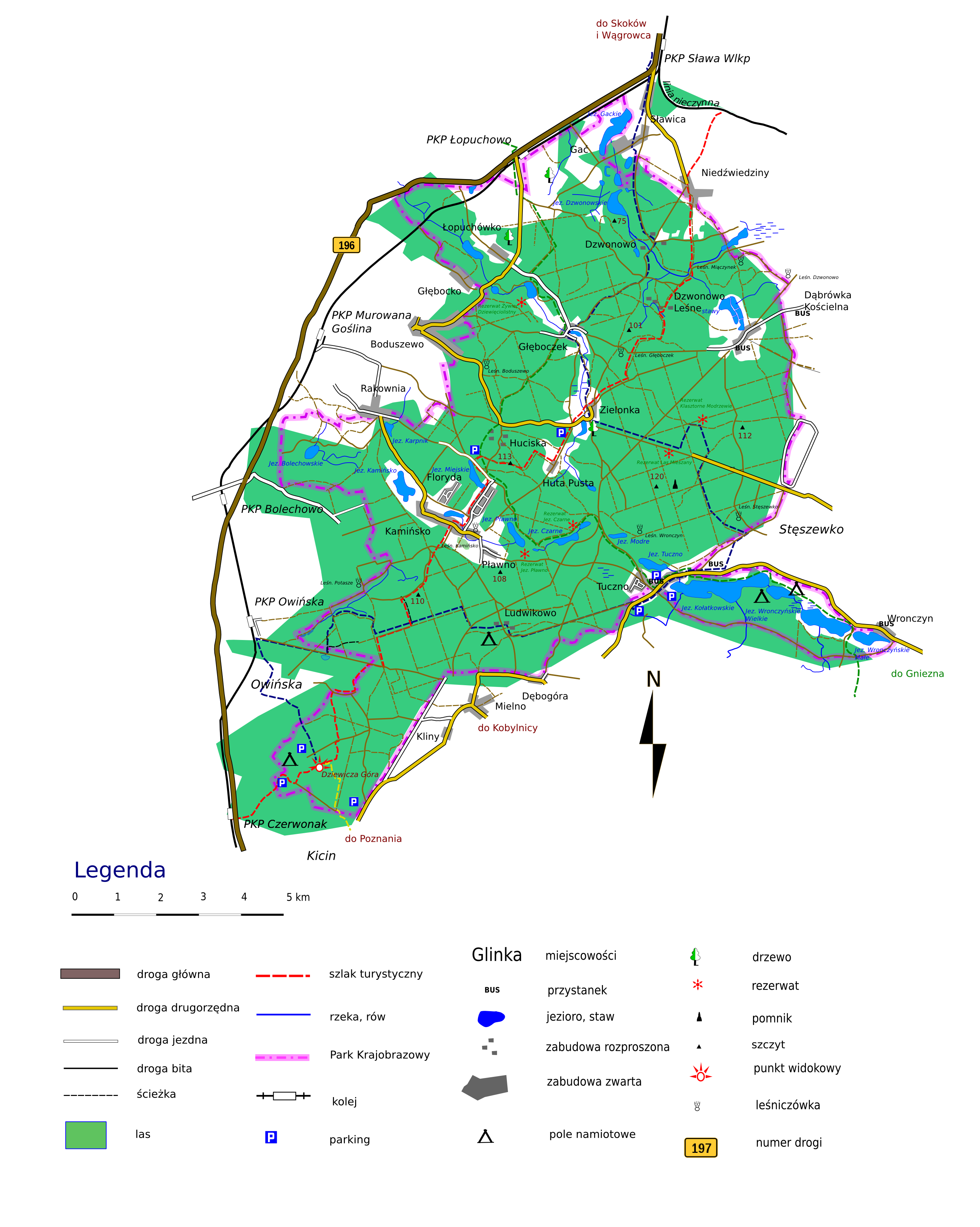
Карта парка

Ландшафтный парк «Пу́ща-Зелёнка» (пол. Park Krajobrazowy Puszcza Zielonka) — природоохранная зона, ландшафтный парк в Великопольском воеводстве, Польша. Парк находится к северо-востоку от города Познань около города Мурована-Гослина. Парк занимает часть сельских гмин Червонак, Кишково, Мурована-Гослина, Победзиска и Скоки.

## История
Ландшафтный парк был создан в 1993 году для охраны и сохранения лесного массива, который имеет высокую природную и научную ценность. Парк находится в управлении межрайонной организации под названием «Związek międzygminny Puszcza Zielonka», которая имеет свою администрацию в городе Мурована-Гослина. В 2008 году эта организация создала туристический пеший маршрут «Путь деревянных церквей вокруг Пущи-Зелёнки», который включает в себя 12 объектов деревянного зодчества.

## Описание
Ландшафтный парк занимает площадь размером 114 квадратных километров и состоит в основном из Пущи-Зелёнки (80 % от общей площади) и нескольких озёр. На территории ландшафтного парка находятся населённые пункты Зелёнка, Каминьско, Домбрувка-Косцельна, Глембочек, Лопухувко и Тучно. В парке протекают реки Варта, Троянка и Струга-Веженицка и находятся озёра Чарне, Плавно, Косцёлек, Лесне, Болеховске, Каминске и Мейске.
Самая высокая точка находится на холме под названием «Дзевича-Гура» (144,9 метра), который находится на юго-западе парка. На вершине этого холма находится смотровая площадка, используемая в первую очередь для наблюдения за очагами пожара в парке. В весеннее-осенний период смотровая башня открыта также для публичного посещения.
Участки пущи используются для научных исследований Познанского естественнонаучного университета, который имеет свою научную станцию в селе Зелёнка.
В парке находится дендрарий, в собрании которого находятся около 800 видов деревьев и кустарников.
Ландшафтный парк включает в себя 5 заповедников:
- Кляшторне-Моджеве около села Домбрувки-Косцельна;
- Ляс-Мешаны около села Лопухувко;
- Живец-Дзевёнцолистны на территории гмины Мурована-Гослина;
- Езёро-Чарне;
- Езёро-Плавно.

Около ландшафтного парка находится также заповедник Снежицовы-Яр.

## Флора
В парке произрастают сосна, бук, клён белый, дуб, граб, берёза, ольха, ель, лиственница, ясень, липа, рябина глоговина, прострел раскрытый, купальница европейская, лилия кудреватая, хохлатка полая, фиалка удивительная, водосбор обыкновенный, зубянка девятилистная, подмаренник душистый, купена многоцветковая, меч-трава обыкновенная, плауночек заливаемый, росянка круглолистная, клюква, лютик длиннолистный.

## Туризм
- Пеший маршрут «Путь деревянных церквей вокруг Пущи-Зелёнки»;
- Через ландшафтный парк по рекам и озёрам проходит туристический лодочный сплав «Пуща-Зелёнка».

## Галерея

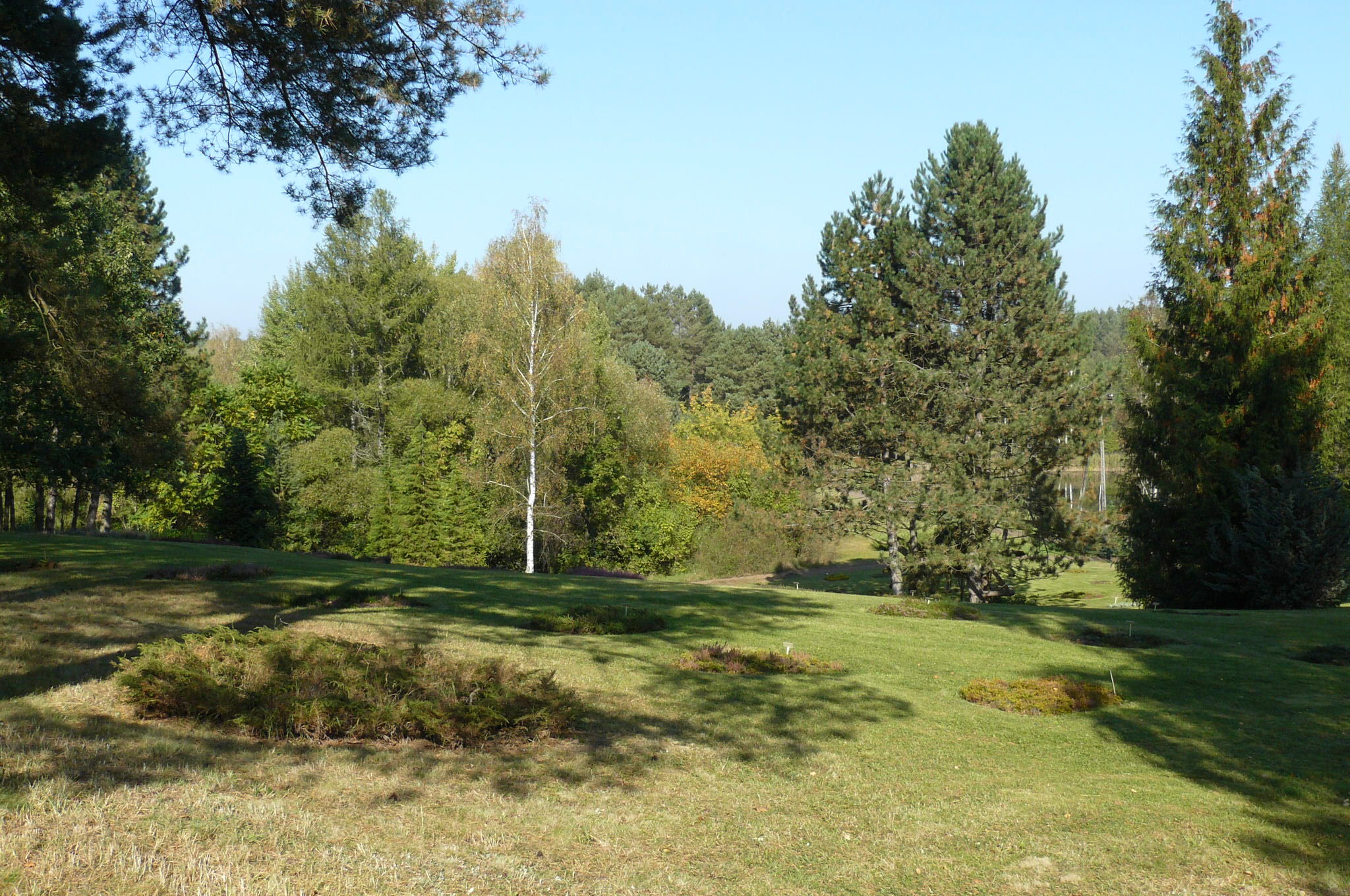
Дендрарий
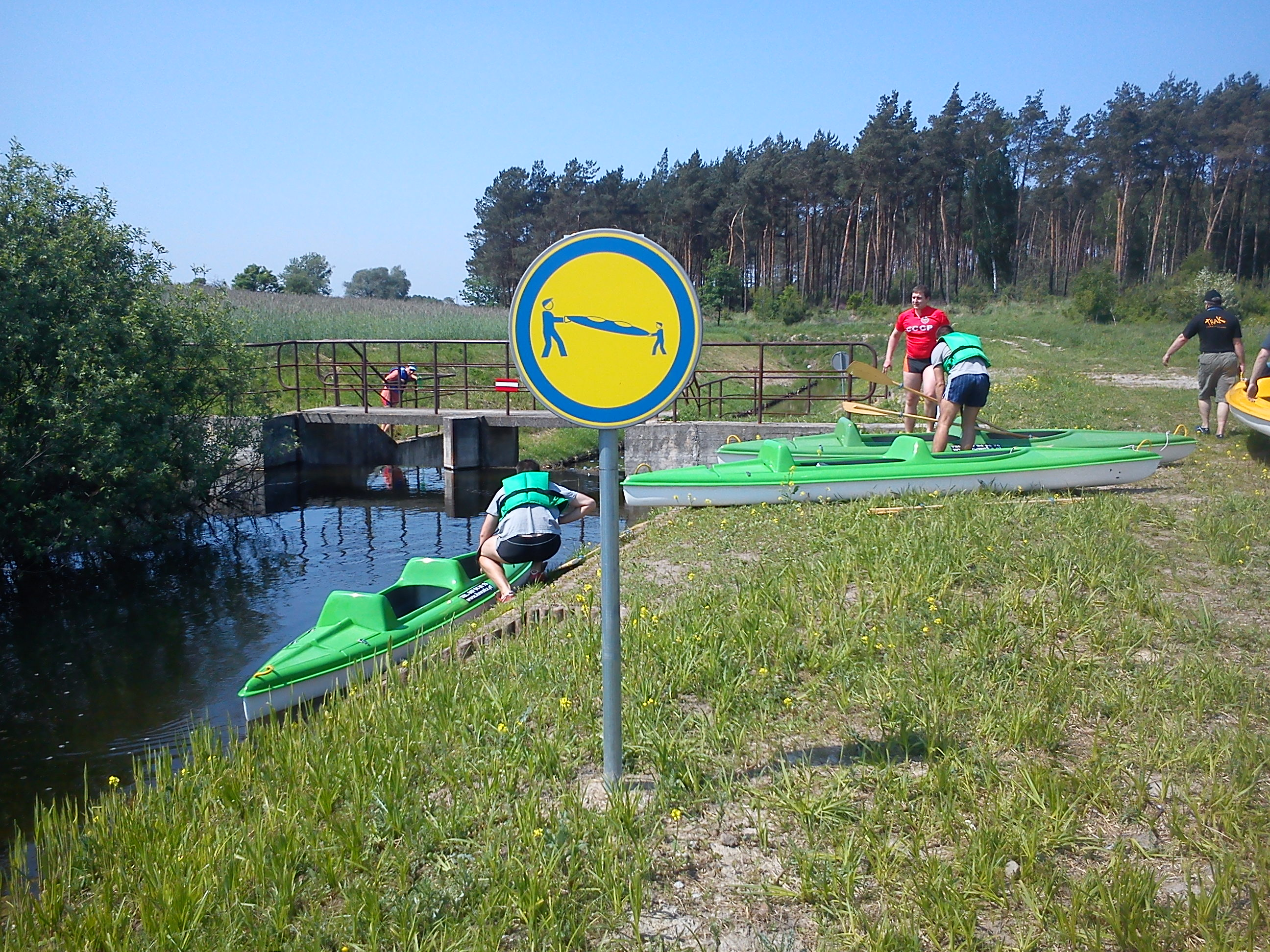
Лодочный сплав
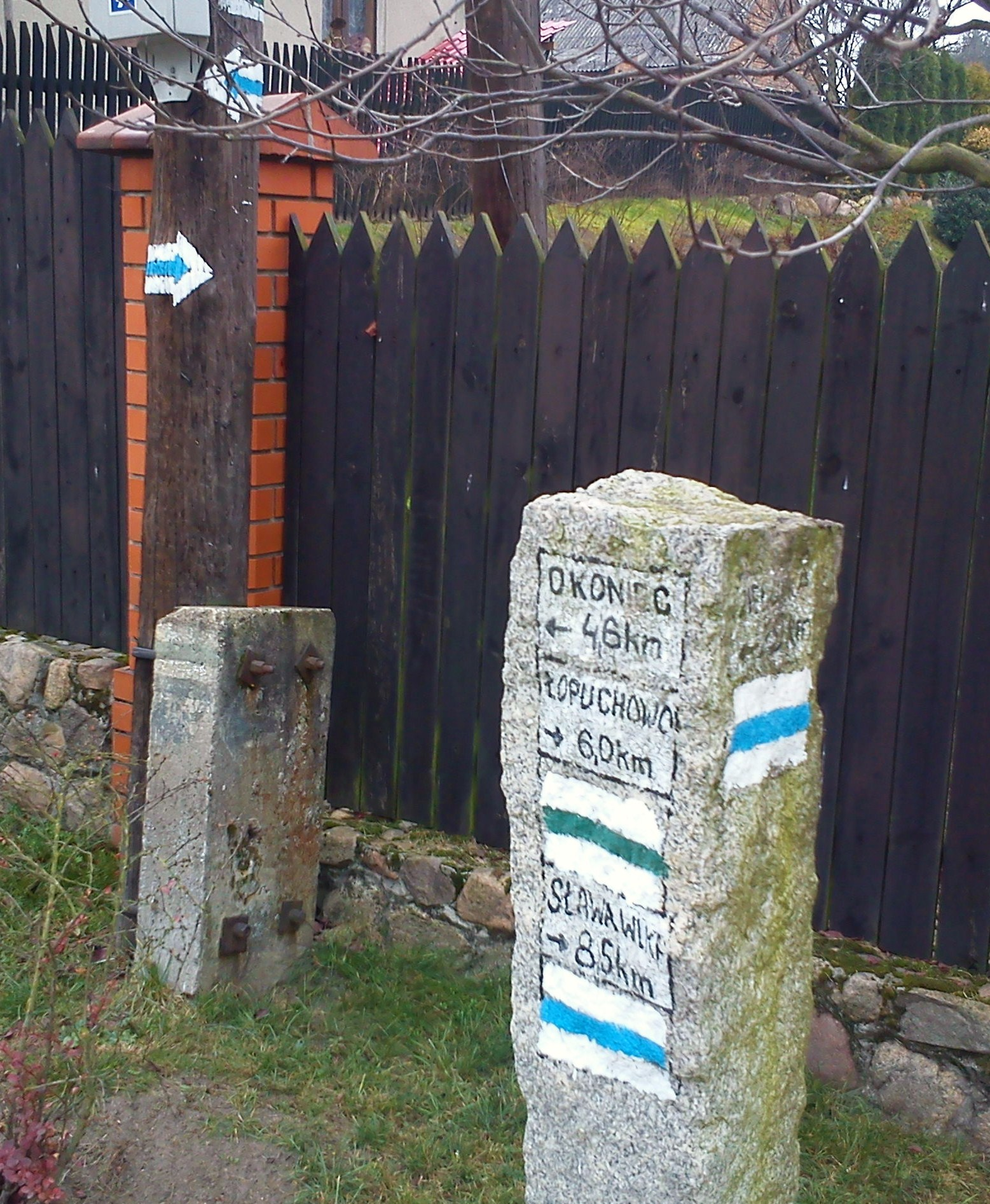
Туристические указатели
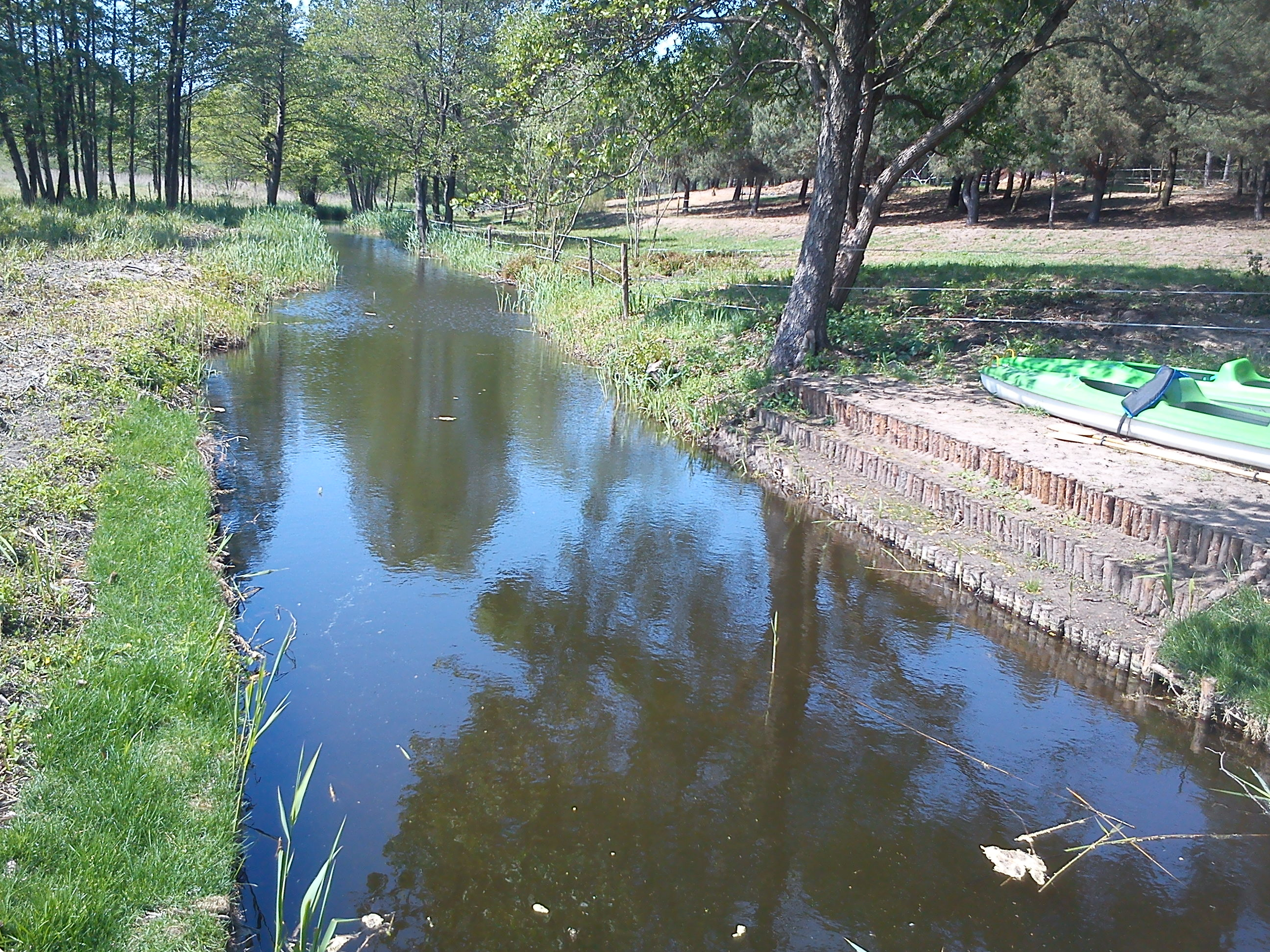
Река Струга-Веженицка